# Alexandrine Lemoine
Alexandrine Lemoine (Francia, 1 de abril de 1925) fue una gimnasta artística francesa, medallista de bronce mundial en 1950 en la prueba de salto de potro.

## Carrera deportiva
Su mayor triunfo fue conseguir el bronce en el Mundial de Basilea 1950 en la competición de salto, quedando situada en el podio tras la polaca Helena Rakoczy (oro) y la austriaca Gertchen Kolar (plata). 